# Arabis kazbegi
Arabis kazbegi е вид растение от семейство Кръстоцветни (Brassicaceae). Видът е световно застрашен, със статут Уязвим.

## Разпространение
Разпространен е в Грузия.